# Enrico Ciacci
Enrico Ciacci (Tivoli, 21 novembre 1942 – Roma, 13 marzo 2018) è stato un chitarrista e compositore italiano. Era fratello di Antonio Ciacci, in arte Little Tony.

## Biografia
Nasce a Tivoli nel 1942 da Candida Latini e Novino Ciacci, entrambi di origine sanmarinese. Appassionato da sempre di rock and roll, aveva "appassionato", anche i suoi 2 fratelli: Antonio  (che diventerà Little Tony) e Alberto. Questo, anche perché il padre Novino era cantante e fisarmonicista mentre lo zio Settembrino era chitarrista. Antonio diventò la voce, Enrico chitarrista mentre l'altro fratello Alberto bassista. Nelle esibizioni i fratelli erano molto simili, anche nell'aspetto, poiché avevano i capelli corvini, il ciuffo, gli occhiali scuri, giacche frangiate, abiti in pelle, con un look simile a quello di Elvis Presley. Enrico collaborò molto con Little Tony, ad esempio nella stesura di brani come Quando vedrai la mia ragazza e Il ragazzo col ciuffo. Collaborerà con il fratello fino alla morte di questi, avvenuta il 27 maggio 2013. Tra le altre sue collaborazioni più importanti, quella con Ennio Morricone per la colonna sonora di Per un pugno di dollari di Sergio Leone.
Enrico muore al policlinico Gemelli di Roma il 13 marzo 2018, all'età di 75 anni. Dopo il funerale, tenutosi il 15 marzo nella chiesa di San Tarcisio al Quarto Miglio, è stato tumulato a Tivoli, in un loculo sottostante al fratello Tony.